# Osmia laticella
Osmia laticella är en biart som beskrevs av Van der Zanden 1986. Osmia laticella ingår i släktet murarbin, och familjen buksamlarbin. Inga underarter finns listade i Catalogue of Life.